# Progressione del record italiano del lancio del giavellotto femminile

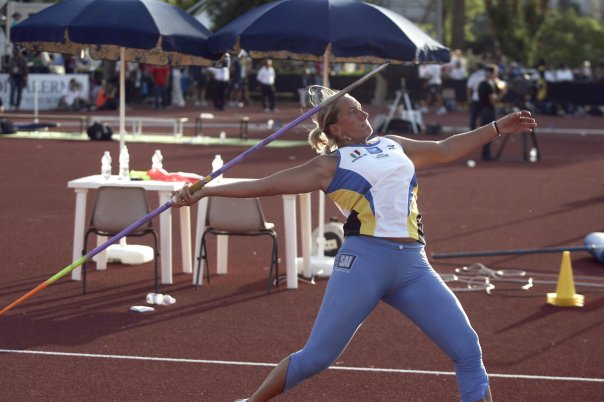
Claudia Coslovich, detentrice del record italiano del lancio del giavellotto dal 1999.

La voce seguente illustra la progressione del record italiano del lancio del giavellotto femminile di atletica leggera.
Il primo record italiano femminile in questa disciplina venne ratificato il 25 giugno 1922, quando si utilizzava una tecnica di lancio "libera". Dal 1926 fu introdotto lo stile "impugnato", mentre dal 1999 entrò in uso il nuovo attrezzo con baricentro spostato più avanti di 4 cm per limitare la lunghezza del lancio.

## Progressione

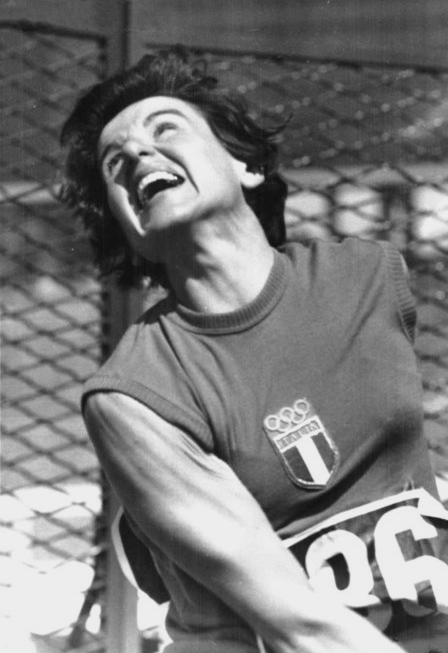
Paola Paternoster, detentrice del record italiano dal 1955 al 1970.

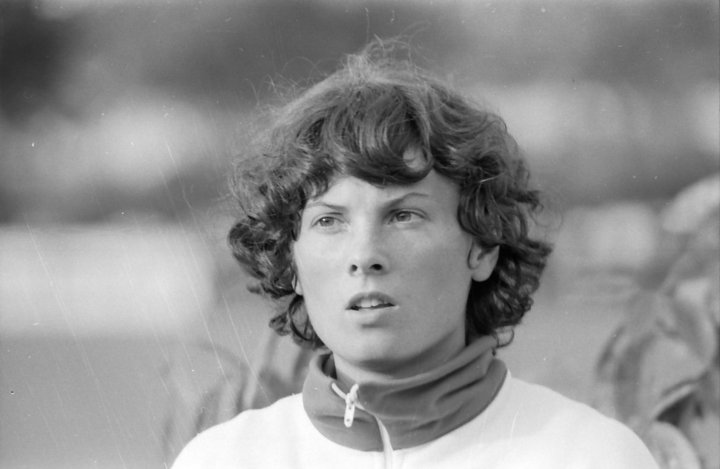
Giuliana Amici, detentrice del record italiano dal 1970 al 1976 e dal 1976 al 1977.

| Misura                             | Atleta             | Società                                      | Luogo          | Data              | Note |
| ---------------------------------- | ------------------ | -------------------------------------------- | -------------- | ----------------- | ---- |
| Stile "libero"                     |                    |                                              |                |                   |      |
| 23,60 m                            | Augusta Dettamante | Società Ginnastica Costantino Reyer          | Este           | 25 giugno 1922    |      |
| 23,82 m                            | Giuseppina Borin   | libera                                       | Milano         | 11 luglio 1926    |      |
| 24,82 m                            | Giuseppina Borin   | Società Ginnastica Pro Patria et Libertate   | Dalmine        | 25 settembre 1926 |      |
| Stile "impugnato"                  |                    |                                              |                |                   |      |
| 20,24 m                            | Olga Barbieri      | Società Ginnastica Pro Patria et Libertate   | Dalmine        | 25 settembre 1926 |      |
| 21,65 m                            | Ernesta Battiston  | Cotonificio Veneziano Pordenone              | Pordenone      | 14 agosto 1927    |      |
| 25,05 m                            | Piera Borsani      | Cotonificio Cantoni Castellanza              | Milano         | 28 agosto 1927    |      |
| 26,83 m                            | Piera Borsani      | Cotonificio Cantoni Castellanza              | Bologna        | 2 ottobre 1927    |      |
| 27,62 m                            | Bruna Bertolini    | Società Ginnastica Milanese Forza e Coraggio | Roma           | 4 maggio 1928     |      |
| 28,55 m                            | Matilde Villani    | Gruppo Sportivo Fascio Reggio Emilia         | Roma           | 5 maggio 1928     |      |
| 29,06 m                            | Matilde Villani    | Gruppo Sportivo Fascio Reggio Emilia         | Bologna        | 14 ottobre 1928   |      |
| 29,96 m                            | Matilde Villani    | Gruppo Sportivo Fascio Reggio Emilia         | Bologna        | 12 maggio 1929    |      |
| 32,195 m                           | Jolanda Bacchelli  | Virtus Bologna Sportiva                      | Bologna        | 8 settembre 1929  |      |
| 32,395 m                           | Jolanda Bacchelli  | Virtus Bologna Sportiva                      | Bologna        | 1º giugno 1930    |      |
| 32,82 m                            | Piera Borsani      | Cotonificio Cantoni Castellanza              | Krolewska Huta | 9 agosto 1931     |      |
| 33,93 m                            | Jolanda Bacchelli  | Virtus Bologna Sportiva                      | Bologna        | 27 settembre 1931 |      |
| 34,75 m                            | Angela Cressi      | Polisportiva Giordana                        | Genova         | 27 settembre 1936 |      |
| 37,65 m                            | Angela Cressi      | Polisportiva Giordana                        | Parigi         | 11 ottobre 1936   |      |
| 40,12 m                            | Angela Cressi      | Polisportiva Giordana                        | Milano         | 3 giugno 1939     |      |
| 40,64 m                            | Etta Ballaben      | Pubblico Impiego Trieste                     | Parma          | 28 luglio 1940    |      |
| 41,88 m                            | Etta Ballaben      | Pubblico Impiego Trieste                     | Torino         | 28 settembre 1941 |      |
| 42,71 m                            | Ada Turci          | Sport Club Bergamo                           | Milano         | 22 giugno 1952    |      |
| 43,51 m                            | Ada Turci          | Sport Club Bergamo                           | Budapest       | 21 agosto 1955    |      |
| 46,06 m                            | Paola Paternoster  | Urbe Roma                                    | Roma           | 20 novembre 1955  |      |
| 46,25 m                            | Paola Paternoster  | Urbe Roma                                    | Bologna        | 21 ottobre 1956   |      |
| 47,96 m                            | Paola Paternoster  | Urbe Roma                                    | Bucarest       | 23 giugno 1957    |      |
| 48,00 m                            | Giuliana Amici     | Società Sportiva Edera Forlì                 | Colombes       | 11 settembre 1970 |      |
| 48,36 m                            | Giuliana Amici     | Società Sportiva Edera Forlì                 | Forlì          | 16 maggio 1971    |      |
| 51,48 m                            | Giuliana Amici     | Società Sportiva Edera Forlì                 | Modena         | 2 giugno 1971     |      |
| 51,52 m                            | Giuliana Amici     | Società Sportiva Edera Forlì                 | Padova         | 26 settembre 1971 |      |
| 52,92 m                            | Giuliana Amici     | Società Sportiva Edera Forlì                 | Bologna        | 8 aprile 1972     |      |
| 53,18 m                            | Giuliana Amici     | Società Sportiva Edera Forlì                 | Forlì          | 6 luglio 1972     |      |
| 53,18 m                            | Giuliana Amici     | Società Sportiva Edera Forlì                 | Roma           | 31 luglio 1974    |      |
| 53,44 m                            | Giuliana Amici     | Società Sportiva Edera Forlì                 | Jesolo         | 27 giugno 1976    |      |
| 53,72 m                            | Fausta Quintavalla | Fiat Officine Meccaniche Brescia             | Ruvo di Puglia | 8 agosto 1976     |      |
| 54,90 m                            | Giuliana Amici     | Società Sportiva Edera Forlì                 | Palermo        | 16 settembre 1976 |      |
| 55,66 m                            | Giuliana Amici     | Società Sportiva Edera Forlì                 | Palermo        | 16 settembre 1976 |      |
| 56,26 m                            | Giuliana Amici     | Società Sportiva Edera Forlì                 | Ravenna        | 2 luglio 1977     |      |
| 58,98 m                            | Fausta Quintavalla | Fiat Officine Meccaniche Brescia             | Riccione       | 30 agosto 1977    |      |
| 59,14 m                            | Fausta Quintavalla | Fiat Officine Meccaniche Brescia             | Salsomaggiore  | 15 settembre 1979 |      |
| 63,92 m                            | Fausta Quintavalla | Fiat Officine Meccaniche Brescia             | Torino         | 25 giugno 1980    |      |
| 64,00 m                            | Fausta Quintavalla | Iveco Brescia                                | Roma           | 14 settembre 1982 |      |
| 67,00 m                            | Fausta Quintavalla | Iveco Torino                                 | Torino         | 7 maggio 1983     |      |
| 67,20 m                            | Fausta Quintavalla | Iveco Torino                                 | Milano         | 22 giugno 1983    |      |
| Nuovo attrezzo introdotto nel 1999 |                    |                                              |                |                   |      |
| 54,88 m                            | Claudia Coslovich  | Sisport Fiat Torino                          | Hengelo        | 30 maggio 1999    |      |
| 60,12 m                            | Claudia Coslovich  | Sisport Fiat Torino                          | Pescara        | 4 luglio 1999     |      |
| 61,16 m                            | Claudia Coslovich  | Sisport Fiat Torino                          | Ascoli Piceno  | 26 febbraio 2000  |      |
| 65,30 m                            | Claudia Coslovich  | Sisport Fiat Torino                          | Lubiana        | 10 giugno 2000    |      |